# Середній мозок

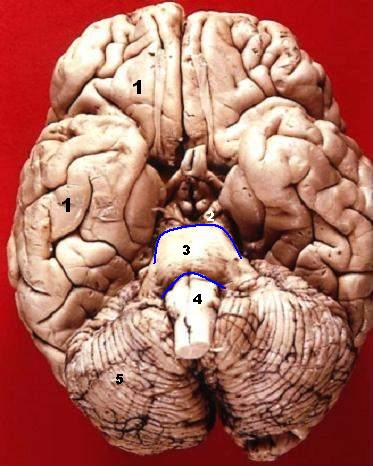
Мозок людини
1. Cerebrum — великі півкулі
2. Mesencephalon — середній мозок
3. Pons — міст
4. Medulla oblongata — довгастий мозок
5. Cerebellum — мозочок

Сере́дній мо́зок (лат. mesencephalon, від дав.-гр. μέσος — «середній» + ἐγκέφαλος — «мозок») — відділ головного мозку, розташований між мостом (pons) і проміжним мозком (diencephalon), древній зоровий центр. Належить до стовбура головного мозку.

## Опис
Вентральну частину складають масивні ніжки мозку, основну частину яких займають пірамідні шляхи. Між ніжками знаходиться міжніжкова ямка (fossa interpeduncularis), з якої виходить III (окоруховий) нерв. У глибині міжніжкової ямки — задня продірявлена речовина (substantia perforata posterior).
Дорсальна частина — чотиригорбкове тіло (corpora quadrigemina), також відоме як чотиригорбкова пластинка (lamina quadrigemina), з двома парами горбків, верхніми і нижніми (culliculi superiores & inferiores). Верхні, або зорові горбки трохи більші ніж нижні (слухові). Чотиригорбкове тіло пов'язане зі структурами проміжного мозку — колінчатими тілами, верхні — з латеральними, нижні — з медіальними. З дорзальної сторони на кордоні з мостом відходить IV (блоковий) нерв, відразу ж огинає ніжки мозку, виходячи на передню сторону. Чіткої анатомічної межі з проміжним мозком немає, за ростральну межу прийнята задня комісура.
Усередині нижніх горбків перебувають слухові ядра, туди йде латеральна петля (lemniscus lateralis). Навколо водопроводу Сильвія (aqueductus cerebri) — центральна сіра речовина (substantia grisea centralis).
У глибині покришки (tegmentum) середнього мозку (під чотиригорбковим тілом) знаходяться ядро окорухового нерва, червоне ядро (nucleus ruber, управління рухами) і чорна речовина (substantia nigra, ініціація рухів) ретикулярна формація.
Середній мозок є продовженням моста. На базальній поверхні головного мозку середній мозок відокремлюється від мосту досить чітко, завдяки поперечним волокнам мозку. З дорсальної поверхні середній мозок відмежовується від мосту мозку за рівнем переходу IV шлуночка у водопровід і нижніх горбків даху. На рівні переходу IV шлуночка у водопровід середнього мозку верхню частину IV шлуночка формує верхній мозковий парус (velum medullare superius), де утворюють перехрестя волокна блокового нерва і переднього спиномозочкового шляху.
У латеральних відділах середнього мозку в нього входять верхні мозочкові ніжки, які, поступово занурюючись у нього, утворюють перехрестя зі середньою лінією. Дорсальная частина середнього мозку, розташована ззаду від водопроводу, представлена дахом середнього мозку (tectum mesencephali) з ядрами нижніх і верхніх горбків.
Будова ядер нижніх горбків проста: вони складаються з більш-менш гомогенної маси нервових клітин середнього розміру, відіграючи істотну роль в реалізації функції слуху і складних рефлексів у відповідь на несподівані звукові подразнення. Ядра верхніх горбків організовані складніше і мають шарувату будову, беручи участь у здійсненні «автоматичних» реакцій, пов'язаних із зоровою функцією, тобто безумовних рефлексів у відповідь на зорові подразнення. Крім того, ці ядра координують рухи тулуба, мімічні реакції, рухи очей, голови, вух тощо у відповідь на зорові стимули. Здійснюються ці рефлекторні реакції завдяки дахово-спиномозговому (tractus tectospinalis) і дахово-бульбарному шляхам (tractus tectobulbaris).
Вентральніше від верхніх і нижніх горбків даху знаходиться водопровід середнього мозку (aqueductus cerebri), оточений центральною сірою речовиною. У нижньому відділі покришки (tegmentum) середнього мозку розташовується ядро блокового нерва (nucleus nervi trochlearis), а на рівні середнього і верхнього відділів — комплекс ядер окорухового нерва (nuclei nervi oculomotorii). Ядро блокового нерва, що складається з нечисленних великих багатокутних клітин, локалізується під водопроводом на рівні нижніх горбків. Ядра окорухового нерва являють собою комплекс, до якого входять головне ядро окорухового нерва, великоклітинне, подібне за морфологією до ядер блокового і відвідного нервів, дрібноклітинне непарне центральне заднє ядро і зовнішнє дрібноклітинне додаткове ядро. Ядра окорухового нерва розташовуються в дахові середнього мозку у середній лінії, вентральніше водопроводу, на рівні верхніх горбків даху середнього мозку.
Важливими утворами середнього мозку є також червоні ядра і чорна речовина. Червоні ядра (nuclei rubri) розташовуються вентролатеральніше центральної сірої речовини середнього мозку. У червоних ядрах закінчуються волокна передніх мозочкових ніжок, кірково-червоноядерні волокна (tractus corticorubralis) і волокна з утворень стріопаллідарної системи. У червоному ядрі розпочинаються волокна червоноядерно-спинномозкового (tractus rubrospinalis), а також червоноядерно-оливного (tractus rubroolivaris) шляхів, волокна, що йдуть в кору великого мозку. Таким чином, червоне ядро є одним з центрів, що беруть участь у регуляції тонусу і координації рухів. При ураженні червоного ядра і його шляхів у тварини розвивається так звана децеребраційна ригідність. Вентральніше від червоного ядра розташовується чорна речовина (substantia nigra), яка ніби відокремлює дах (tectum) середнього мозку від його основи. Чорна речовина також має стосунок до регуляції м'язового тонусу.
Основа ніжки середнього мозку складається з волокон, які сполучають кору великого мозку і інші утвори кінцевого мозку з нижчими утворами мозкового стовбура та спинного мозку. Велика частина основи зайнята волокнами пірамідного шляху. При цьому в медіальній частині розташовуються волокна, що йдуть з лобових областей півкуль великого мозку до ядер моста і довгастого мозку, латеральніше — волокна пірамідного шляху, в самих латеральних відділах — волокна, що йдуть з тім'яної, скроневої і потиличної ділянок півкуль великого мозку до ядер моста.

## Функції середнього мозку
1. Рухові функції.
2. Сенсорні функції (наприклад зір).
3. Регулювання актів жування та ковтання (тривалості)
4. Забезпечення точних рухів рук (наприклад, при письмі).

## Важливі структури і провідні шляхи середнього мозку
В середньому мозку розташовані наступні важливі структури:
- Ядро окорухового нерва (лат. nucleus nervi oculomotorii)
- Ядро блокового нерва (лат. nucleus nervi trochlearis)
- Додаткове ядро окорухового нерву (лат. nucleus accessorius nervi oculomotorii)
- Мезенцефальне ядро трійчастого нерва (лат. nucleus mesencephalicus nervi trigemini)
- Червоне ядро (лат. nucleus ruber)
- Ретикулярна формація (лат. formatio reticularis)
- Чорна субстанція (лат. substancia nigra)

Важливі провідні шляхи середнього мозку:
- Кортико-спинномозкові шляхи (tractus corticospinalis)
- Спино-таламічний шлях (лат. tractus spinothalamicus)